# Latéralité croisée
En sport, la latéralité croisée ou latéralité hétérogène se dit des personnes droitières qui préfèrent utiliser le pied d'appel  et/ou l'œil de visée gauche, et des personnes gauchères qui préfèrent utiliser le pied d'appel et/ou l'œil de visée droit. Le croisement main-pied concerne la grande majorité d'entre-elles : les humains ne sont donc pas totalement droitiers ou totalement gauchers. Le terme contrelatéralisé est utilisé pour caractériser ce croisement.
Par exemple, l'aire de Broca, l'une des deux principales zones du traitement du langage, est très latéralisée du côté gauche lorsqu'il s'agit d'un droitier, tandis que les gauchers utilisent le plus souvent les deux hémisphères, ce qui favorise de quelques millisecondes les temps de réaction de ces derniers. 
L'usage préférentiel d'une main ou d'un segment n'est établi fermement que vers l'âge de trois à six ans. Auparavant, les enfants utilisent indistinctement leurs deux mains. C'est avec la maturation du système nerveux central, que se développe l'usage préférentiel d'une main et que la latéralité s'affirme.
Certaines personnes sont ambidextres, c'est-à-dire qu'il y a égalité des deux hémisphères.
Concernant l'usage des seules mains, des études, comme celles du professeur Chris MacManus, montrent que 28,8 % des personnes qui écrivent de la main gauche lancent de la main droite, alors que seules 1,6% de celles qui écrivent de la main droite, lancent de la main gauche,.